# Bauhof am Deichtor

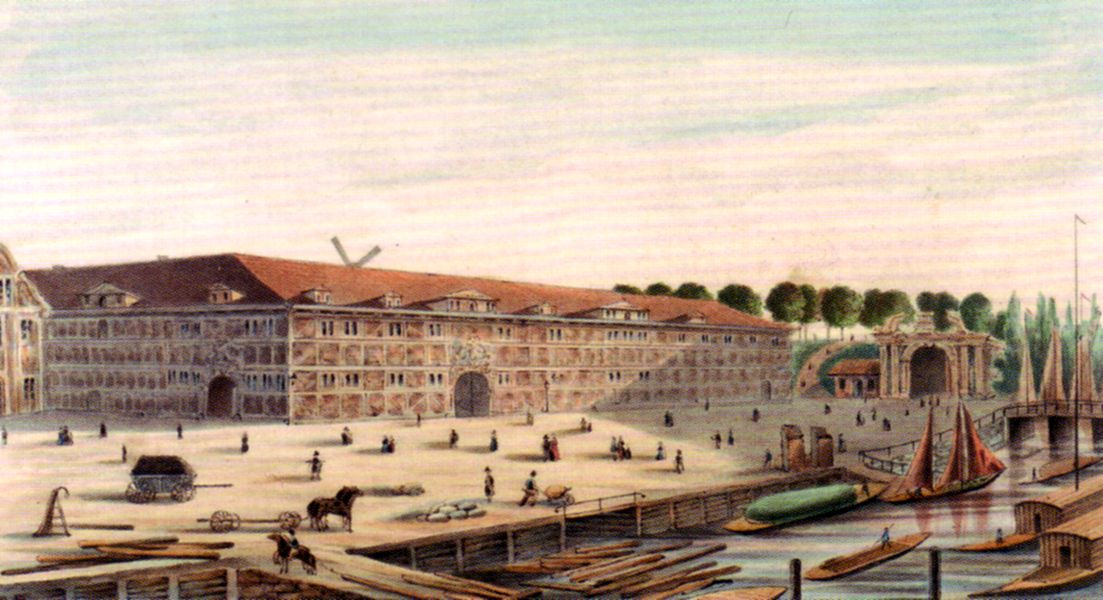
Außenansicht des Bauhofes, rechts im Hintergrund das 1828 abgerissene Deichtor

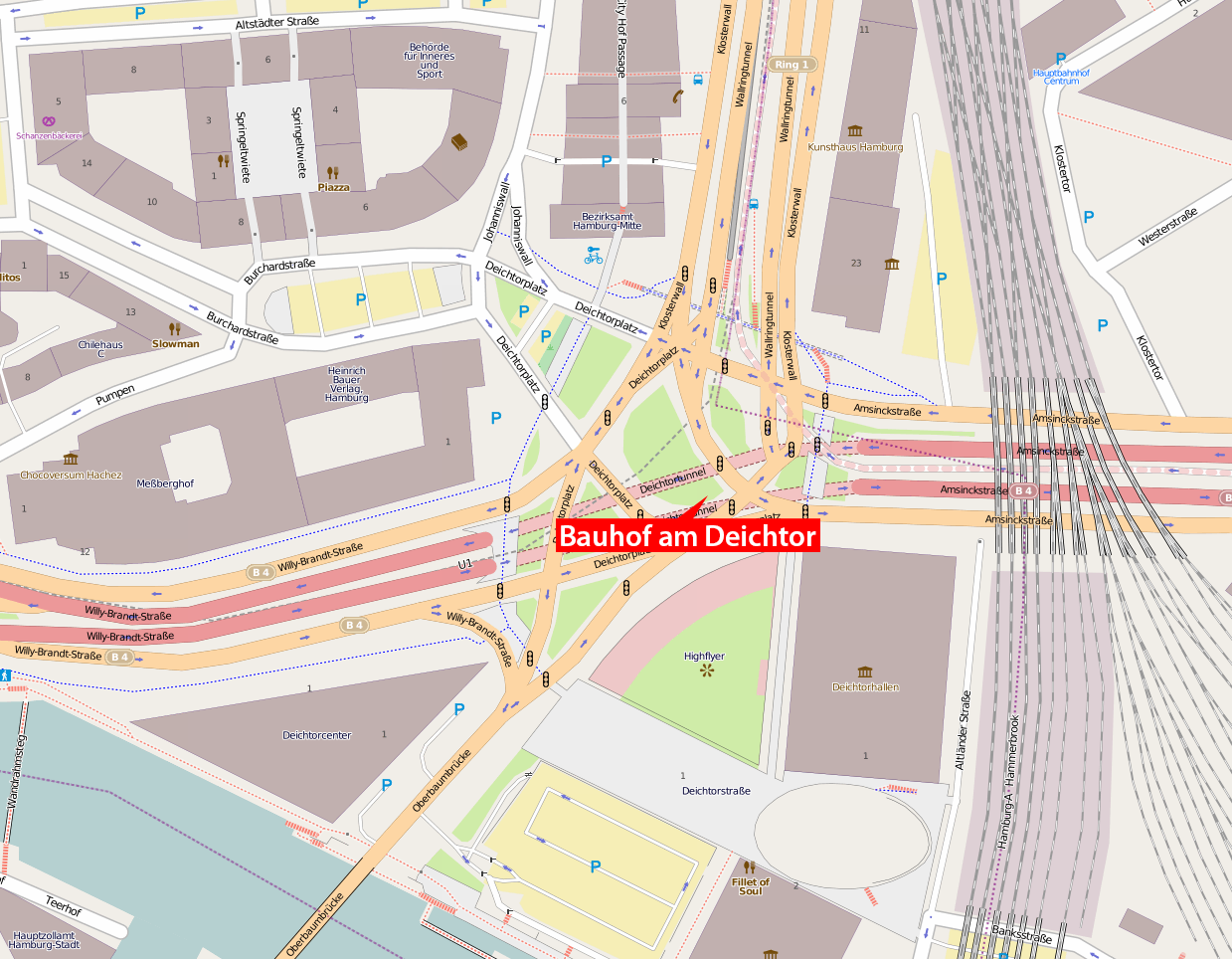
Lage des Bauhofs am Deichtor

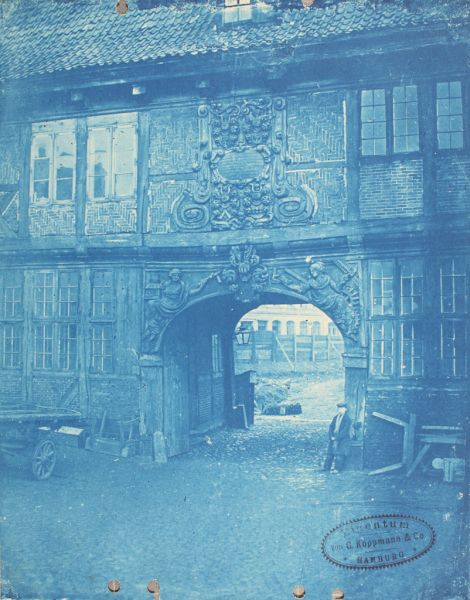
Lichtpause einer Fotografie des Hauptportals zwischen 1850 und 1865

Der Bauhof am Deichtor war von 1660 bis 1847 der Bauhof der Stadt Hamburg. Der Bauhof wurde zwischen 1666 und 1675 unter Leitung Hans Hamelaus und Lorenz Dohmsens auf dem Gelände des heutigen Deichtorplatzes gebaut und zwischen 1847 und 1868 abgerissen, um Platz für den Bau des Berliner Bahnhofs zu machen. Das zweigeschossige Gebäude war komplett aus Fachwerk und um einen Werkhof herum errichtet.

## Institution
Der Bauhof war vor allem dafür zuständig, die städtischen Gebäude und insbesondere die Festungsanlagen zu pflegen. Nachdem das städtische Bauwesen bis 1563 unter der Leitung des gesamten Rats gestanden hatte, fiel seitdem die Leitung von Bauhof und städtischem Bauwesen an zwei Ratsmitglieder (die Bauhofsherren) und zwei, ab 1686 drei, ab 1746 fünf Bürger, die Bauhofsbürger oder Baubürger. Diese befanden sich jedoch in den folgenden Jahrhunderten in einem dauernden Kompetenzgerangel mit dem Rat, das der Rat meist für sich entscheiden konnte. Nachdem ab 1804 die Festungsanlagen abgetragen wurden, verlor der Bauhof an Bedeutung. Abgelöst wurde er durch die Hamburger Baudeputation, die 1814 nach der Besetzung durch Napoleon die Aufgaben des Bauhofs übernahm. Danach diente das Gebäude als Lager der Baudeputation.
In den letzten Jahren seines Bestehens diente das Gebäude auch als Zeughaus, Museumsgebäude und nach dem Hamburger Brand als Notunterbringung. 1847 riss die Stadt für den Bau des Berliner Bahnhofs den damals ungenutzten Teil ab, im Jahr 1852 wurde vom genutzten Teil der Nordflügel abgebrochen. 1868 fiel der Rest des Bauhofs einem Zollschuppen der Eisenbahnverwaltung zum Opfer.

## Gebäude
Vor der Errichtung des Bauhofs befand sich an dieser Stelle in der Stadt eine Pferdemühle. Vor dem Bau am Deichtor befand sich der Bauhof auf dem Wandrahm. Der Neubau am Stadtrand machte Bauflächen frei, auf denen in den Folgejahren mehrere Stadtpaläste entstanden. Der Bauhof hatte eine unregelmäßig viereckige Form, die einzelnen Seiten waren 55 Meter, 109 Meter, 126 Meter und 137 Meter lang. Ab 1672 war er durch einen Kanal unter der Straße direkt mit dem Wasser verbunden.
Im Inneren befanden sich Arbeits- und Lagerräume sowie Büros und Wohnräume.

### Portale

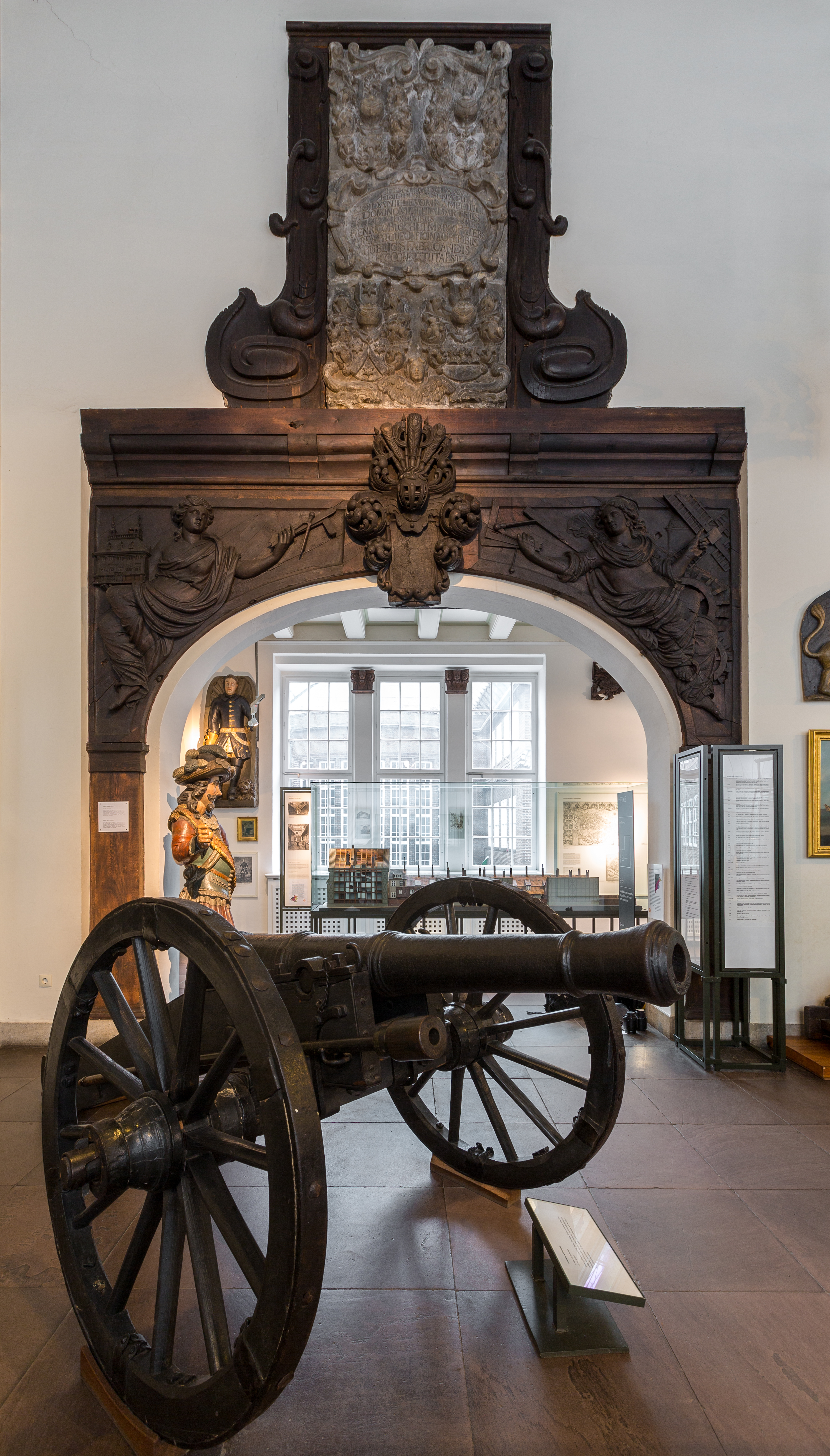
Ehemaliges Hauptportal im Museum für Hamburgische Geschichte

Drei der Portale des Hamburger Bauhofs fanden ihren Weg in die Sammlung des Museums für Hamburgische Geschichte, in dem sie fest verbaut sind. Das Westportal, auch Hauptportal, mit Schild und Helmzier bildete den Haupteingang des Bauhofs. Das Fleet-Portal zeigt die Tätigkeiten auf einer Baustelle. Das Nordportal, das Arbeiter darstellt, bildete den Stalleingang des Bauhofs.
Das Hauptportal zeigt in den Zwickeln Personifikationen von Architektur und Bautechnik. Die Personifikation der Architektur hält in der Hand einen Palais niederländischer Bauart nach neuester Mode des späten 17. Jahrhunderts. Ebenfalls solche Personifikationen, wenn auch ohne Palais, zeigt der Zwickel des Fleet-Tores. Auf beiden Toren ist die Aufteilung ähnlich: Je eine weibliche Figur in antiker Tracht symbolisiert die Bautechnik, eine die Architektur. Beide tragen je ein Werkzeug in der Hand. „Die Architektur“ hält ein Gebäude in der Hand, „das Bauwesen“ weist mit der Hand auf einen Windmühlenflügel. Im Hauptportal sind die Wappen der Bauherren und Baubürger abgebildet, die zur Bauzeit aktiv waren. Wappen späterer Bauherren und Baubürger wurden später in Innenräumen des Bauhofs angebracht. Auf dem Architrav des Hauptportals befindet sich eine holzumrahmte Sandsteintafel. Auf ihr sind die Wappen der Baubürger Kampe, Bartels, Busch und Peters zu sehen, die zur Zeit der Errichtung des Bauhofs aktiv waren. Auf dem Architrav des Fleettores ist eine holzumrandete Sandsteintafel angebracht, die Zimmerleute bei der Arbeit zeigt.
Der Zwickel des Nordportals zeigt drei Pferde, die auf ihren Hinterbeinen stehen. Auf dem Architrav ist eine Holztafel, die Arbeiter beim Tragen, Schneiden und der Zubereitung von Futter darstellt.
Alle drei Portale haben zwischen den Figuren des Zwickels einen Schild. Dieser zeigt auf allen drei Portalen einen Helm mit Helmzier. Ursprünglich war hier das Hamburger Stadtwappen, das während der französischen Besetzung Hamburgs entfernt wurde.